# Întâlnire cu spionul
Întâlnire cu spionul (titlul original: în poloneză Spotkanie ze szpiegiem) este un film de spionaj polonez, realizat în 1964 de regizorul Jan Batory, după romanul „Pożegnanie ze szpiegiem” (Rămas bun de la spion) a lui Jan Litan, protagoniști fiind actorii Beata Tyszkiewicz, Katarzyna Łaniewska, Ignacy Machowski, Stanisław Mikulski. 

## Conținut
Istoria filmului debutează cu urmărirea unui spion debarcat cu ajutorul unui balon pe coasta Mării Baltice, în apropiere de Koszalin, urmată de peripețiile acestuia pentru îndeplinirea misiunii sale de a descoperi existența și locația bazelor de rachete poloneze.

## Distribuție
- Beata Tyszkiewicz – Maria Polińska, colega lui Bernard
- Katarzyna Łaniewska – Basia Giedrowska, soția lui Janusz
- Ignacy Machowski – Bernard
- Stanisław Mikulski – locotenentul Baczny
- Zbigniew Zapasiewicz – căpitanul Kres
- Jerzy Walczak – Zygmunt, șoferul, colegul lui Bernard
- Henryk Bąk – maiorul Łuba
- Stanisław Gronkowski – profesorul Ludwik Mituła, radio–amator
- Zygmunt Listkiewicz – locotenentul Koleba
- Zygmunt Lebica – locotenentul Szalewski
- Stanisław Niwiński – radio–amator Janusz Giedrowski, iubitul Mariei
- Wacław Kowalski – mutul
- Roman Sykała – medicul patolog
- Helena Dąbrowska – o agentă
- Marian Łącz – șoferul, colegul lui Zygmunt
- Witold Skaruch – șeful serviciului de descifrare
- Barbara Wałkówna – Irena Mitulowa
- Zbigniew Józefowicz – un căpitan
- Andrzej Herder – înlocuitorul lui Zygmunt
- Jerzy Karaszkiewicz – hoțul de buzunare informator
- Natalia Szymańska – bunicuța